# DVG NF4
Der NF4 (Betriebsinterne Bezeichnung: GT8ND) ist ein achtachsiger Niederflur-Gelenktriebwagen der Straßenbahn Duisburg, der von der Duisburger Verkehrsgesellschaft (DVG) betrieben wird. Es handelt sich um rund 34 Meter lange und 2,3 m breite Fahrzeuge vom Typ Flexity Classic, die von der Firma Bombardier Transportation (inzwischen Alstom) im sächsischen Bautzen gefertigt werden. Die 54 Fahrzeuge werden als Ersatz für die Hochflur-Straßenbahnwagen des Typs GT 10 NC-DU beschafft und sollten bis 2023 ausgeliefert sein.

## Vorgeschichte
Bei Untersuchungen an den Bestandsfahrzeugen wurden im Jahr 2015 vermehrt Korrosionsschäden an den Wagenkästen festgestellt, welche die gesamte Straßenbahnflotte betreffen. Bei tiefergehenden Analysen stellte sich heraus, dass eine Reparatur nur zur Schadensminderung, nicht aber zur vollständigen Beseitigung der Roststellen führen würde. Im Rahmen dieser Reparaturen, die pro Bahn circa 750000 Euro gekostet hat und jeweils 6 Monate dauerte, wurden 38 der ehemalig 45 Bahnen bei externen Firmen aufgearbeitet. Dieses Sanierungsprogramm führte zu einem bis heute bestehenden Fahrzeugmangel, der zur Folge hat, dass der Linienbetrieb seit 2015 nur mithilfe von Ersatzbussen aufrechterhalten werden kann. Neben dieser Tatsache führten weitere Faktoren zur Entscheidung, die Straßenbahnflotte komplett durch Neufahrzeuge zu ersetzen: Zum einen verfügen die Bestandsfahrzeuge nur über einen Niederfluranteil von 20 %, da die Hochflurfahrzeuge lediglich mit einem Niederflur-Mittelteil ergänzt wurden. Zum anderen sind die Fahrzeuge nicht mit dem neuen Zugsicherungssystem vom Typ Siemens Trainguard MT Zub kompatibel, sodass die Neuanschaffung von 47 Fahrzeugen am 26. September 2016 vom Rat der Stadt Duisburg beschlossen wurde.

## Finanzierung und Ausschreibung
Die Kompletterneuerung der Fahrzeugflotte über einen möglichst kurzen Zeitraum stellt eine Stadt wie Duisburg mit ihrem kommunalen Verkehrsunternehmen im Angesicht einer hohen Verschuldung und geringen Steuereinnahmen vor enorme finanzielle Schwierigkeiten, zumal die Neuanschaffungen von Fahrzeugen nicht gefördert wird. Der Auftrag mit einem Umfang von ungefähr 137 Millionen Euro wurde deswegen teilweise fremdfinanziert, da die Stadt diese Mittel aus ihrem eigenen Haushalt nicht leisten kann. Deswegen wurde mit der Helaba ein Finanzierungskonzept erarbeitet, das einerseits für die Bank eine Kreditsicherheit gewährt und andererseits durch die DVG und die Stadt zu annehmbaren Konditionen angenommen werden konnte. Zudem war die Finanzierung an eine Direktvergabe der Verkehrsleistungen an die DVG durch die Stadt für die nächsten 22½ Jahre geknüpft.
Die Ausschreibung begann am 1. März 2017, der Auftrag wurde am 8. Dezember 2017 für rund 2,7 Millionen Euro pro Fahrzeug mit einer Wartung durch den Hersteller über 24 Jahre (mit Option auf 32 Jahre) an Bombardier Transportation vergeben.

## Auslieferung und Betrieb
Der ursprüngliche Zeitplan aus dem Jahr 2016 sah vor, die ersten beiden Prototypen 2019 zu liefern und danach ein Jahr im gesamten Liniennetz zu testen. Nach erfolgter Zulassung sollte im Sommer 2020 die Serienauslieferung zu beginnen, bei der alle zwei Wochen ein Fahrzeug geliefert werden sollte. Alle Wagen sollten 2022 ausgeliefert worden sein, um in Anschluss die Altbaufahrzeuge ausmustern zu können. Eine Voraussetzung für die Lieferung der Neufahrzeuge ist zudem die Inbetriebnahme der neuen Zugsicherung, bei der ab Dezember 2019 erste Tests abgeschlossen werden konnten.
Dieser Zeitplan verschob aufgrund von Lieferverzögerungen um rund ein Jahr, sodass der erste Prototyp schließlich am 1. September 2020 am Betriebshof Grunewald in Empfang genommen wurde. Dessen Bau dauerte rund 18 Monate. Der zweite Prototyp wurde am 19. November 2020 angeliefert. Daraufhin war eine beschleunigte Test- und Zulassungsphase vorgesehen, sodass im Sommer 2021 die Serienzulassung anvisiert wurde. Parallel baute Bombardier bereits die Serienfahrzeuge, wobei die Erfahrungen aus dem Testbetrieb in die Fertigung mit einfließen sollten. Später sollte dann rund alle zwei Wochen ein neues Fahrzeug angeliefert werden.
Im Sommer 2021 wurde bekannt, dass sich die DVG und Bombardier auf die Lieferung von zwei zusätzlichen Fahrzeugen als Entschädigung für die Lieferverzögerung geeinigt haben.
Im Laufe der Auslieferung kam es herstellerseitig zu weiteren Lieferproblemen, sodass bis Ende 2023 lediglich 18 von 49 Fahrzeugen geliefert werden sollten; die alten Wagen müssen spätestens zum 31. Dezember 2024 aus dem Linienbetrieb genommen werden, da bis dahin die alte Zugsicherung außer Betrieb genommen werden muss und somit ein Befahren des Tunnels für die Fahrzeuge nicht mehr möglich sein wird.
Im April 2023 wurde die Zulassung für den Fahrgastbetrieb erteilt, sodass die Fahrzeuge das erste Mal im Linienbetrieb eingesetzt wurden. Die Bahnen werden je nach verfügbaren und geschulten Fahrern sukzessive auf den Straßenbahnlinien eingesetzt. Vorrangig wird die Linie 903 mit NF 4 betrieben, da hier ein höheres Fahrgastaufkommen zu verzeichnen ist. Vorerst fand der Fahrgastbetrieb ausschließlich auf der Linie 903 statt, da auf dem Mülheimer Streckenabschnitt bauliche Anpassungen durchgeführt werden mussten. Nach Abschluss dieser Arbeiten verkehren seit August 2023 auch Neufahrzeuge auf der Linie 901.
Im April und Mai kam es bei den zwei damals in Betrieb befindlichen Fahrzeugen unabhängig voneinander zu Defekten an den Stromabnehmern, da die veränderte Geometrie des Fahrzeugs im Zusammenspiel mit der Oberleitung in einem Kurvenbereich in Meiderich zu einem seitlichen Abriss der Schleifleiste vom Fahrdraht führte. Aus diesem Grund wurden die Fahrzeuge bis Juli 2023 zur Fehlersuche vorerst außer Betrieb genommen und die Fahrleitung im betroffenen Abschnitt nachreguliert. Nach Abschluss der Arbeiten dort verkehren die Bahnen seit 12. Juli 2023 wieder im Linienbetrieb.
Im Oktober 2023 gab die DVG bekannt, dass sie eine Option auf weitere fünf Wagen gezogen habe, die Gesamtzahl der bestellten NF4 beläuft sich damit auf 54. Die zusätzlichen Fahrzeuge sollen eine Taktverdichtung ermöglichen.

## Technik und Ausstattung

### Wagenbauliches
Der NF4 ist ein zu 70 % niederfluriges Gelenktriebfahrzeug, das aus drei Teilen besteht und insgesamt rund 34 Meter lang ist. Die beiden Endwagen sind 11,8 m lang, der Mittelteil 9,71 m. An den Wagenenden sind die beiden angetriebenen Drehgestelle angeordnet, an denen sich jeweils zwei Drehstrom-Asynchronmotoren befinden, die je 120 kW leisten. Die Endwagen stützen sich auf der anderen Seite auf dem Joch der Mittelwagen ab, die ihrerseits über vier Achsen mit zwei antriebslosen Laufdrehgestellen verfügen. Die Bodenfreiheit über Schienenoberkante beträgt 240 mm und die Einstiegshöhe liegt bei 310 mm. Somit ist ein barrierefreier Einstieg an den 260 mm hohen Niederflur-Bahnsteig gewährleistet, die 50 mm Höhenversatz resultieren aus der Bedingung, dass selbst bei maximal abgenutzten Radreifen (Raddurchmesser reduziert sich um 80 mm) der Einstieg nicht tiefer als der Bahnsteig liegen darf. Im Fahrzeug liegt die Bodenhöhe bei 370 mm, über den Laufdrehgestellen im Mittelteil steigt diese auf 450 mm an. An den Sitzplätzen an den Wagenenden ist eine Stufe zu überwinden, unter der sich die Triebdrehgestelle mitsamt Antrieb befinden. Hier liegt die Bodenhöhe bei 590 mm. Sämtliche für den Fahrgast zugänglichen Türen sind niederflurig angeordnet, sodass das Fahrzeug zwischen den Türen durchgehend stufenlos begehbar ist. Die elektrische Ausrüstung wie Umrichter, Klimageräte und Netzfilter ist, wie bei Niederflurbahnen üblich, auf dem Wagendach untergebracht, um die niedrige Fußbodenhöhe zu ermöglichen.
Ein weiterer Unterschied zu den DVG GT 10 NC-DU besteht in einer um 10 cm vergrößerten Fahrzeugbreite. Dazu waren insbesondere im Norden der Stadt umfangreiche Anpassungen an Strecken notwendig, so mussten in Ruhrort Kurven angepasst werden. Anpassungen an den Bahnsteigen sind nicht erforderlich gewesen. Einer noch höheren Fahrzeugbreite, zum Beispiel 2,65 m mit Bombierung auf Höhe der Bahnsteigkanten, scheiterte am hohen baulichen und finanziellen Aufwand, da bei einigen Bestandsstrecken eine weitere Erhöhung der Kurvenradien nicht möglich ist.
Aufgrund der Eigenschaft als Zweirichtungsfahrzeug und der Tatsache, dass es in Duisburg sowohl Seiten- als auch Mittelbahnsteige gibt, sind auf beiden Seiten jeweils fünf Doppel-Außenschwenkschiebetüren für den Fahrgast angeordnet. Für den Fahrer gibt es in den zwei Führerständen jeweils eine manuell bedienbare Tür in Fahrtrichtung rechts.

### Technische Ausstattung
Als eine der ersten Straßenbahnwagenserien der Welt ist der NF4 mit dem optischen Kollisionswarnsystem ODAS (Obstacle Detection Assistance System) ausgerüstet. Dieses System erstellt mittels dreier, in der Frontscheibe eingelassener Kameras ein dreidimensionales Prüfbild vor der Fahrzeugfront und bremst im Notfall das Fahrzeug selbsttätig ab, falls der Fahrer nicht auf Warnsignale reagiert. Eine weitere Neuerung im Vergleich zur Vorgängerbaureihe betrifft die Rückspiegel, die durch Kameras ersetzt wurden. Zur Beseitigung des Toten Winkels ist dieses System durch eine Bild-Bild-Funktion ergänzt worden, wodurch der Fahrer diesen Bereich ebenfalls einsehen kann. Um den Lärm für Anwohner bei Kurven zu reduzieren, haben die Bahnen eine sogenannte Spurkranzschmieranlage, die automatisch bei Kurvenfahrten aktiviert wird.
Um die Tunnelanlagen der Stadtbahn Duisburg und der Straßenbahn Mülheim befahren zu können, müssen die Fahrzeuge mit einer Zugbeeinflussung ausgestattet sein. Es handelt sich hierbei um die punktförmige Zugbeeinflussung vom Typ Trainguard MT Zub, die auch auf den Tunnelanlagen der Stadtbahn Düsseldorf verwendet wird. Dazu ist pro Fahrtrichtung jeweils links eine Fahrzeugkoppelspule am ersten Drehgestell angebracht. Zur Funkübertragung der Signalbegriffsaufwertung durch die Zugsicherungsanlagen ist zudem pro Führerstand eine 2,4 GHz-Empfangsantenne verbaut. Weitere Funkantennen sind auf dem Dach angebracht.
Wie alle modernen elektrischen Triebfahrzeuge sind die NF4 mit einem Einholm-Dachstromabnehmer ausgestattet. Zudem basiert sämtliche Beleuchtung auf LED-Technik; der Führerstand ist zudem größtenteils digital in Form von großen Touch-Displays ausgeführt, sodass es nur wenige Knöpfe gibt. Bei den Wagen ab der Nummer 2025 wurde mit zusätzlichen Begrenzungsleuchten an den Seiten eine geringfügige Änderung ab Werk umgesetzt.

### Innenausstattung
Die Straßenbahnen sind mit einer Klimaanlage ausgestattet und haben W-LAN an Bord. Zur Fahrgastinformation sind in den Frontscheiben weiße LED-Matrixanzeigen eingelassen, je Seite sind zudem im Mittelteil zwei Außenanzeigen über den Fenstern verbaut. Im Fahrzeuginneren sind an der Decke 3 32:9-TFT-Displays angebracht, die eine Übersicht über die nächsten Haltestellen und über die Anschlüsse bieten.

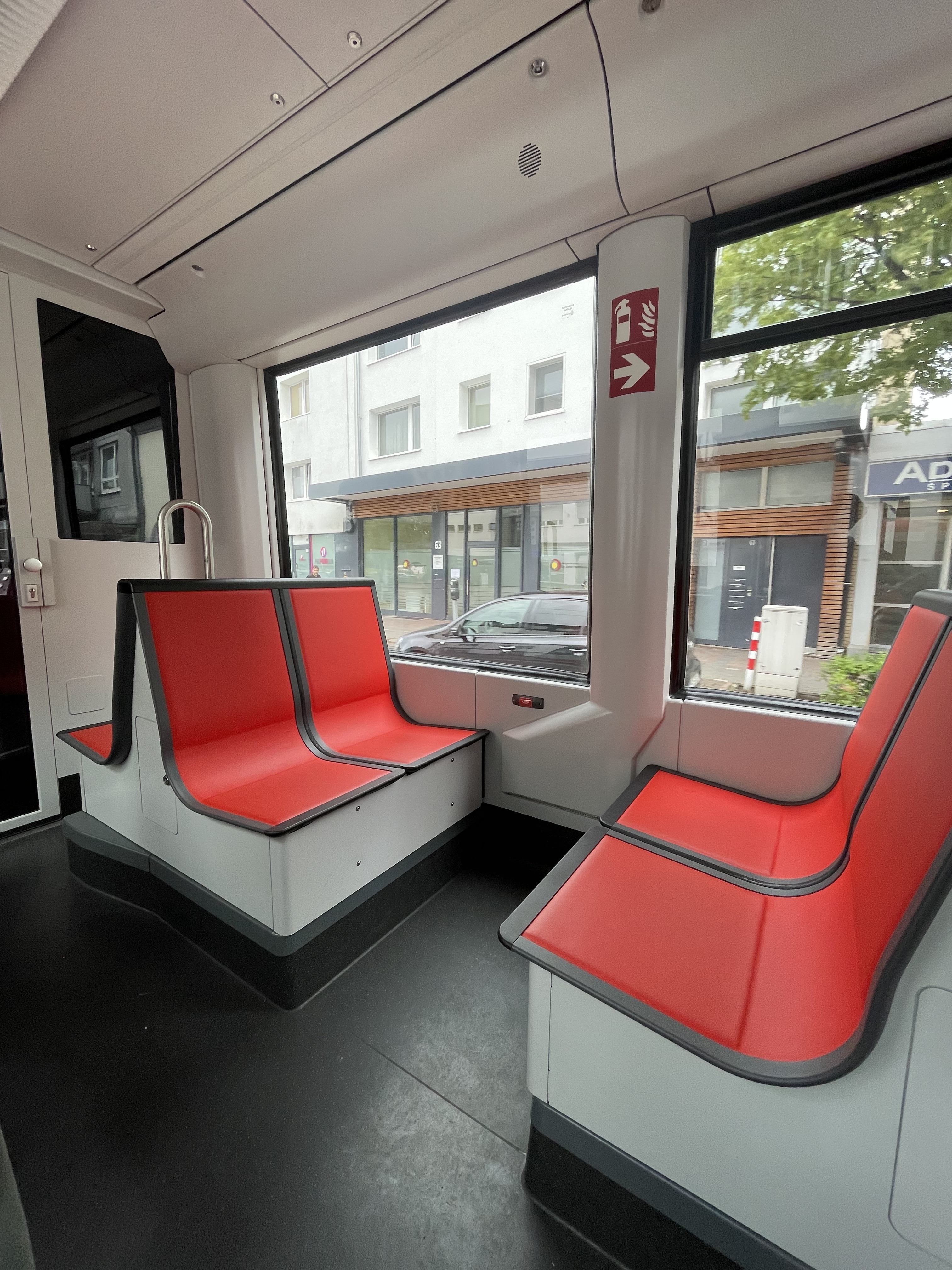
Vierer-Sitzgruppe über dem ersten Triebdrehgestell

Insgesamt gibt es in 64 feste Sitze und 6 Klappsitze in einer 2+2-Bestuhlung (die GT 10 NC-DU haben eine 2+1-Konfiguration). Diese Konfiguration wurde durch die um 10 cm größere Fahrzeugbreite ermöglicht. Die Sitze sind mit rotem Kunstleder überzogen, das sich schnell austauschen lässt, wenn ein Sitz beispielsweise durch Vandalismus beschädigt wurde. Damit reagiert die DVG auf die Erfahrungen bei älteren Fahrzeugen mit Ledersitzen, die früher oft beschädigt wurden und hohe Kosten für die DVG verursacht haben. Die Anzahl der Stehplätze wird mit 136 angegeben, somit haben die NF4 eine um 30 Personen höhere Kapazität als die alten Straßenbahnwagen.
In den Endwagen gibt es zudem jeweils zwei große Mehrzweckbereiche, die das Abstellen von Rollstühlen, Kinderwagen und Fahrrädern ermöglichen. Diese Bereiche sind wesentlich größer, um eine Überfüllung in der Hauptverkehrszeit, wie es bei den jetzigen Fahrzeugen häufig der Fall ist, zu vermeiden.

## Sonstiges

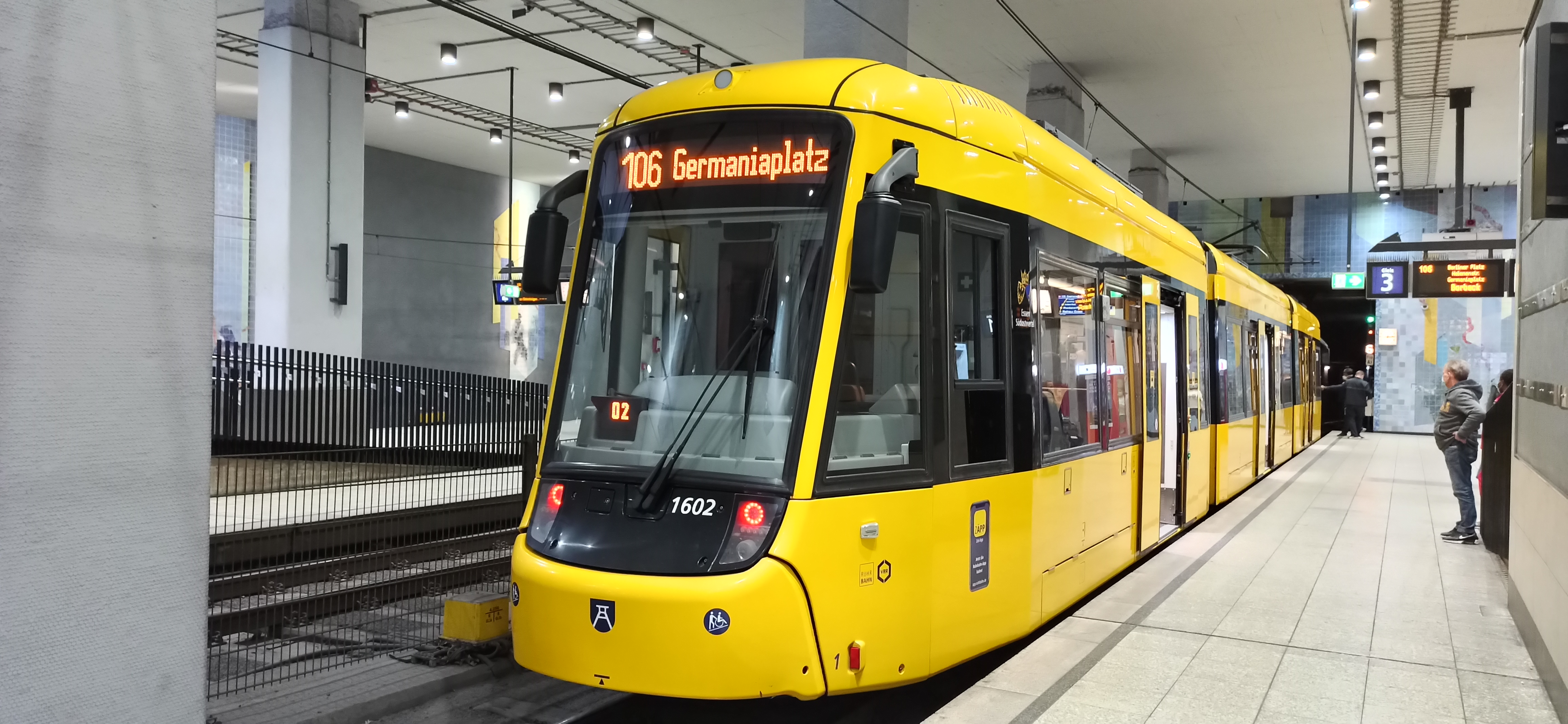
Fahrzeug vom Typ NF 2 der Ruhrbahn an der Station Rathaus Essen. Insbesondere die Frontpartie weist Ähnlichkeiten mit den Duisburger Triebwagen auf

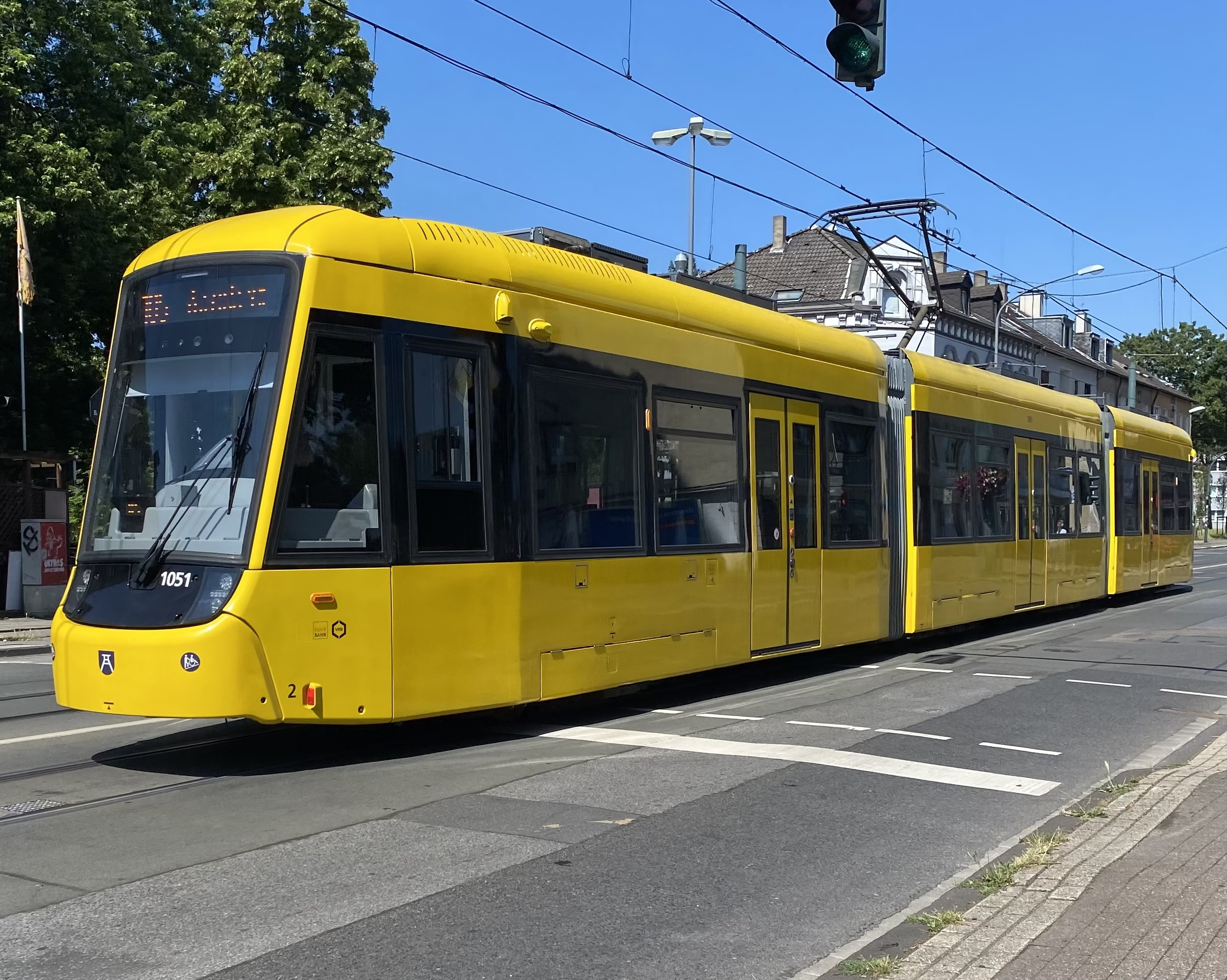
M8D-NF4 der Ruhrbahn zum Vergleich zum GT8ND-NF4

Da die Fahrzeuge das Resultat einer gemeinsam geplanten Neubeschaffung von Niederflurfahrzeugen für die Essener Verkehrs-AG (EVAG), die Mülheimer VerkehrsGesellschaft und die Duisburger Verkehrsgesellschaft unter dem Dach der Via Verkehrsgesellschaft sind, sind sich die Fahrzeuge vom Typ NF2, NF3, NF4 sowohl im Design, als auch in der Technik sehr ähnlich. Allerdings sind die Wagen in Mülheim und Essen für Meterspur konzipiert und lediglich rund 30 Meter lang.

## Fahrzeugübersicht
| Triebwagennummer | Baujahr | Besonderheiten                                                                               |
| ---------------- | ------- | -------------------------------------------------------------------------------------------- |
| Tw 2001          | 2019    | erster Prototyp, diente als Vorführfahrzeug bei einer Pressevorstellung am 8. September 2020 |
| Tw 2002          | 2020    | zweiter Prototyp                                                                             |
| Tw 2003          | 2021    | Erstes Serienfahrzeug                                                                        |
| Tw 2004          | 2022    |                                                                                              |
| Tw 2005          | 2022    |                                                                                              |
| Tw 2008          | 2022    |                                                                                              |
| Tw 2010          | 2023    |                                                                                              |
| Tw 2011          | 2023    |                                                                                              |
| Tw 2012          | 2023    |                                                                                              |
| Tw 2013          | 2023    |                                                                                              |
| Tw 2014          | 2023    |                                                                                              |
| Tw 2015          | 2023    | abgestellt durch Verunfallung                                                                |
| Tw 2016          | 2023    |                                                                                              |
| Tw 2017          | 2023    |                                                                                              |
| Tw 2018          | 2024    |                                                                                              |
| Tw 2019          | 2023    |                                                                                              |
| Tw 2020          | 2024    |                                                                                              |
| Tw 2021          | 2024    |                                                                                              |
| Tw 2022          | 2024    |                                                                                              |
| Tw 2023          | 2024    |                                                                                              |
| Tw 2024          | 2024    |                                                                                              |
| Tw 2025          | 2024    |                                                                                              |
| Tw 2026          | 2024    |                                                                                              |
| Tw 2027          | 2025    | abgestellt                                                                                   |
| Tw 2028          | 2025    |                                                                                              |
| Tw 2029          | 2025    |                                                                                              |
| Tw 2030          | 2025    |                                                                                              |
| Tw 2031          | 2025    |                                                                                              |
| Tw 2032          | 2025    |                                                                                              |
| Tw 2036          | 2025    | noch nicht im Einsatz                                                                        |

(Quelle:)

## Galerie

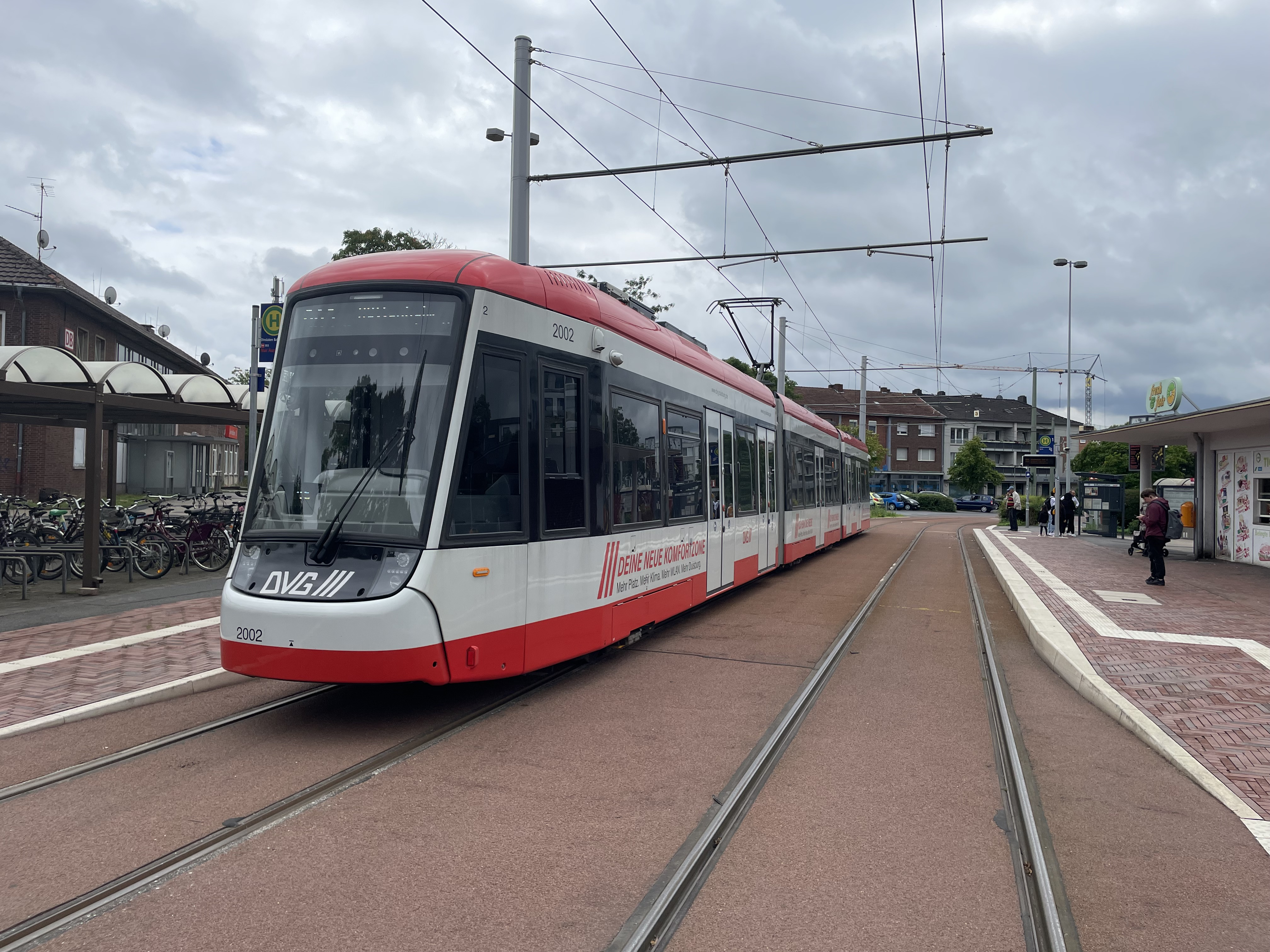
TW 2002 in der Endhaltestelle Dinslaken Bahnhof
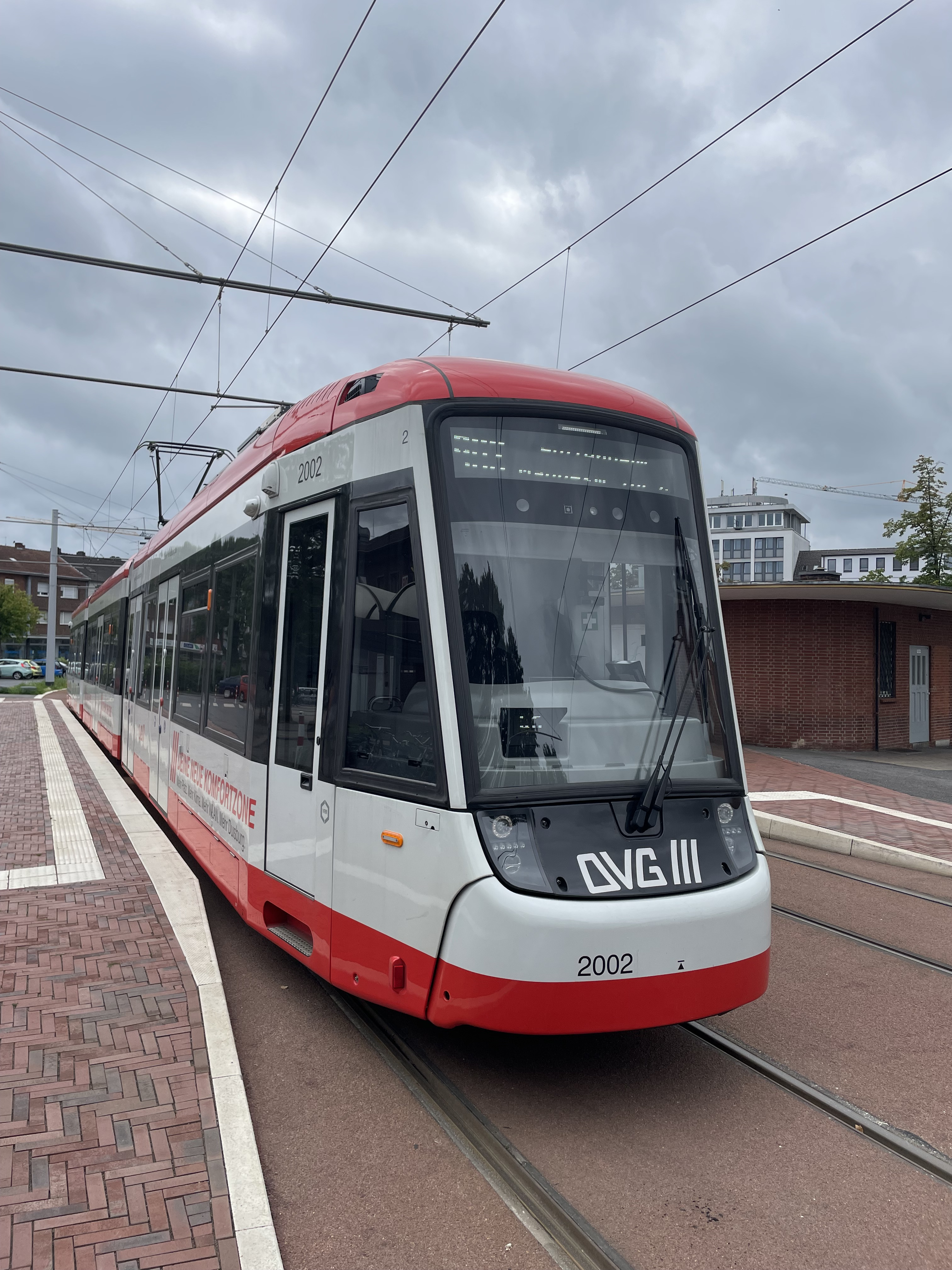
Frontansicht des TW 2002
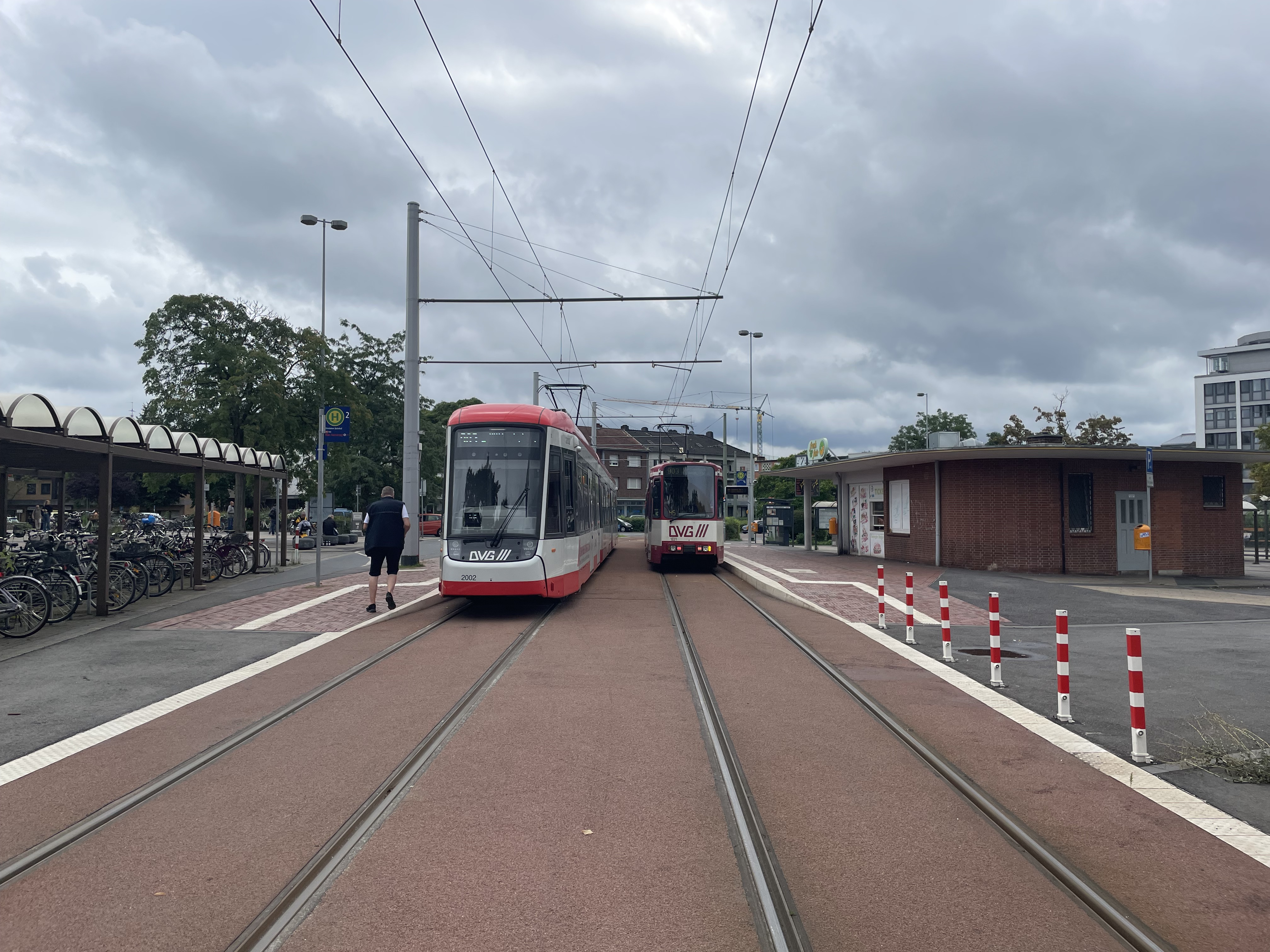
GT8ND-NF4 und GT10NC-DU in Dinslaken